# Аёв (Омская область)
Аёв — село в Большеуковском районе Омской области России, административный центр Аёвского сельского поселения.

## История
После решения об укрупнении совхозов за счёт малоперспективных деревень, образовался посёлок в 1974 году на юго-западной окраине села Большие Уки. Сюда приехали жители из разных деревень Большеуковского района: Крюковка, Евгеньевка, Плешкова, Любинка, Эстония и других.
Название посёлка «Молодёжный» появилось в связи с тем, что предполагалось заселить его молодыми специалистами, которые должны были работать в совхозе «Большеуковском». Первая улица была названа Молодёжной.
В 1989 году входит в образованный Аёвский сельский совет из Большеуковского.
В 1989 г. населённому пункту, возникшему на территории Большеуковского сельсовета Большеуковского района, присвоено наименование село Аёв.
На улице Парковая был разбит парк Ветеранов. 30 июня 2006 года возле парка Ветеранов был открыт памятный знак «Имени 30-летия Победы».
На 1991 год село являлось центром совхоза «Большеуковский».
На 2011 год имелась средняя школа, НП «Общество любителей охоты и рыбалки Аёв». Село является пригородом Больших Уков.

## Инфраструктура
Улицы в селе: 60 лет СССР, Берёзовая, Дружбы, Звёздная, Молодёжная, Парковая, Победы, Сергея Лазо.
Имеется школа со школьным музеем, которая открыта 1 сентября 1988 года, библиотека (открыта в 1992 году).

## Достопримечательности
В селе имеется обелиск войнам землякам, погибшим в боях за родину 1941—1945 годах. Обелиск установлен в 1980 году.

## Население
| 2002 | 2010 | 2021 |
| ---- | ---- | ---- |
| 927  | ↘814 | ↘652 |